# 西田正好
西田 正好（にしだ まさよし、1931年－1980年3月7日）は、国文学者・文芸評論家。専門は日本中世文学だが、日本文学や仏教について幅広く論じた。

## 生涯
愛知県出身。1954年早稲田大学文学部国文科卒業。1956年、同大学大学院修士課程修了。大学院では伊藤康安と岡一雄の指導を受けた。同年、金城学院大学講師、1962年愛知淑徳短期大学助教授、1975年愛知淑徳大学教授。49歳で死去。

## 著書
- 『仏教と文学 中世日本の思想と古典』桜楓社、1967年
- 『日本の美 その本質と展開』創元社、1970年
- 『無常観の系譜 日本仏教文芸思想史 古代・中世編』桜楓社、1970年
- 『乱世の精神史 中世日本の思想と文化』桜楓社、1970年
- 『中世の残照』桜楓社、1971年
- 『日本文学の自然観 風土のなかの古典』創元社、1972年
- 『私小説再発見 伝統継承の文学』桜楓社、1973年
- 『中世のこころ 日本精神史の先覚者たち』現代文化社、1975年
- 『文学論入門 文学思想のエンサイクロペディア』現代文化社、1975年
- 『無常の文学 日本的無常美感の系譜』塙新書、1975年
- 『乱世の精神史 中世日本の思想と文化』現代文化社、1975年
- 『利休と芭蕉 「わび」と「さび」の源流』桜楓社、1975年
- 『無常観の伝承 日本仏教文芸思想史 近世・近代編』桜楓社、1976年
- 『一休 風狂の精神』講談社現代新書、1977年
- 『日本のルネッサンス その美と芸術』塙書房、1977年
- 『花鳥風月のこころ』新潮選書、1979年
- 『日本美の系譜』創元社、1979年
- 『神と仏の対話 神仏習合の精神史』工作舎、1980年